# Émile Lemoine

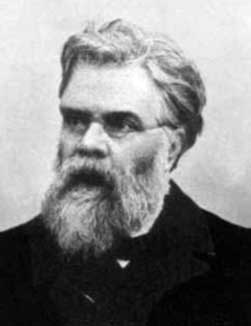
Émile Lemoine

Émile Michel Hyacinthe Lemoine (Quimper (Bretagne), 22 november 1840 – Parijs, 21 februari 1912) was een Frans civiel ingenieur en meetkundige (niet van professie). Hij studeerde aan tal van instellingen, waaronder de Prytanée National Militaire en de École Polytechnique.

## Wiskunde

### Symmediaanpunt

Punt van Lemoine
AE, BD, CF zijn zwaartelijnen, die elkaar snijden in G, het zwaartepunt.
AE', BD', CF' zijn de symmedianen die elkaar snijden in L, het punt van Lemoine.
De stippellijnen zijn de bissectrices die elkaar snijden in I.

Lemoine is in de meetkunde vooral bekend van zijn bewijs (in 1873) van het bestaan van het symmediaanpunt van een driehoek, dat naar hem punt van Lemoine wordt genoemd. Met dit punt hangen ook twee cirkels samen: de eerste en tweede cirkel van Lemoine.
Overigens, in Duitse wiskundige literatuur komt ook punt van Grebe als naam van het symmediaanpunt voor, genoemd naar Ernst Wilhelm Grebe (1804-1874).
Émile Lemoine, de Ierse meetkundige John Casey (1820-1891) en de eveneens Franse wiskundige Henri Brocard (1845-1922) worden wel beschouwd als de grondleggers van de moderne meetkunde van de driehoek. Modern wil in dit verband zeggen: betrekking hebbend op de meetkunde die zich in de 19e eeuw heeft ontwikkeld. De portee van Lemoine’s werk is deels terug te vinden in N.A. Court’s College Geometry (1952).

### Geometrografie

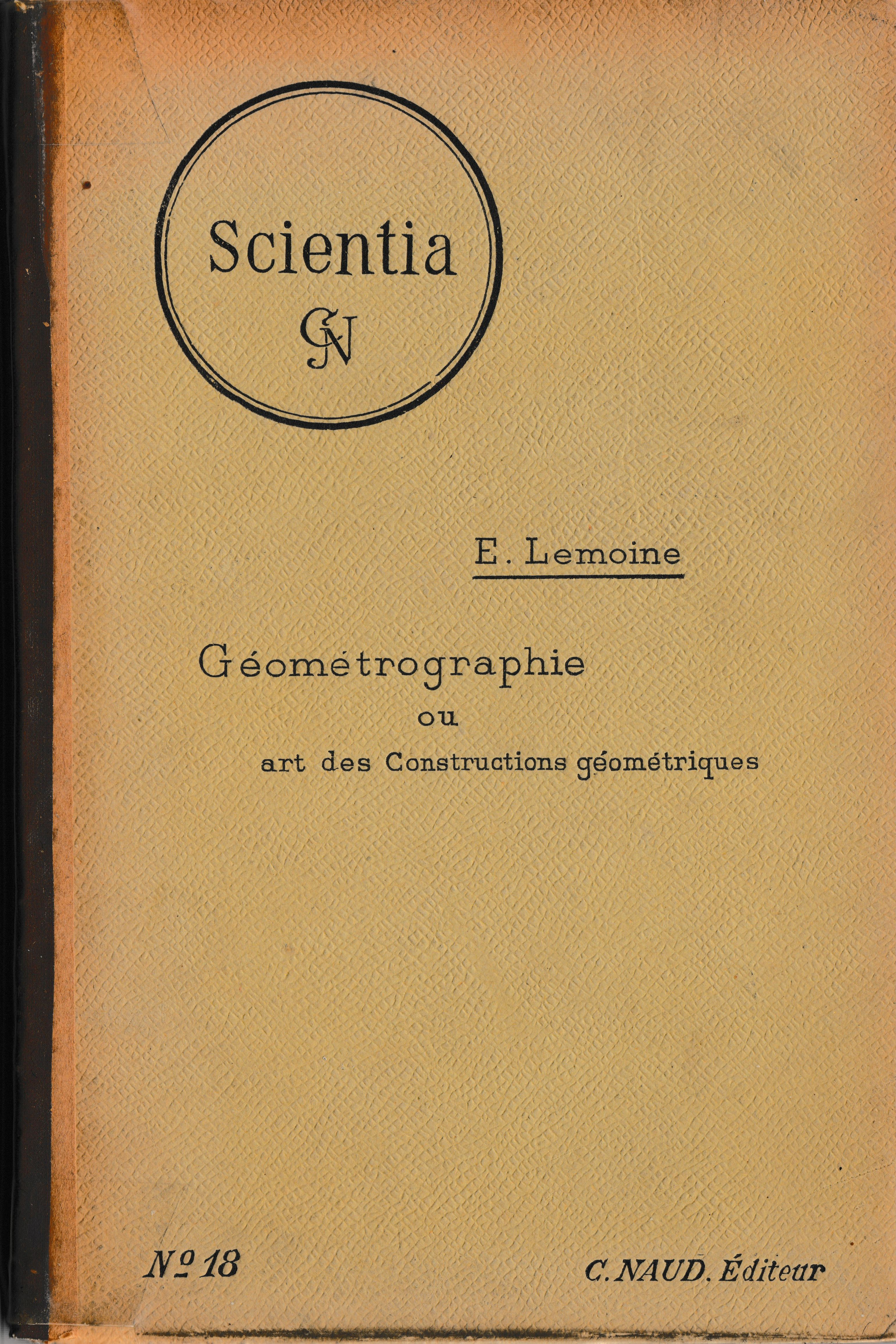
Émile Lemoine - Géométrographie

Lemoine heeft ook gewerkt aan een systeem dat hij Géométrographie noemde, een methode om de complexiteit van meetkundige constructies die worden uitgevoerd met passer en (ongemerkte) liniaal, te bepalen.

### Vermoeden van Lemoine
In 1894 stelde Lemoine, wat nu bekend staat als Lemoine's vermoeden: elk oneven getal {\displaystyle \geq 7} kan worden geschreven als {\displaystyle p+2q} waarbij {\displaystyle p} en {\displaystyle q} priemgetallen zijn.
Lemoine's vermoeden komt overeen met, maar is sterker dan het zogeheten Zwakke vermoeden van Goldbach (ook wel 3-priemgetallen-probleem genoemd); zie ook het Vermoeden van Goldbach.

### Transformation continue
Een techniek die door Lemoine is ontwikkeld waarbij door verandering van een driehoek of een viervlak eigenschappen van die figuren, met weinig moeite en bijna mechanisch, in formules kunnen worden gevat, noemde hij transformation continue (continue transformatie). Deze techniek die niets te maken heeft met wat men tegenwoordig in de wiskunde onder transformatie verstaat, is geënt op het gebruik van barycentrische coördinaten.

## Leven en werk
Na zijn afstuderen aan École Polytechnique in 1866 wilde Lemoine jurist te worden. Hij liet deze gedachte varen, omdat zijn politieke en religieuze opvattingen in strijd waren met de idealen van de toenmalige regering. Maar hij bleef studeren, aan de École d'Architecture, de École des Mines, de École des Beaux-Arts en de École de Médecine. Hij werkte ook als privé-leraar, totdat hij een benoeming als leraar aan de École Polytechnique aanvaardde.
Nadat hij in 1870 een ziekte aan zijn keel had gekregen, stopte hij met lesgeven, hij diende kort gedurende de Frans-Pruisische oorlog (1807-1871) in het Franse leger, verliet Parijs voor een tijdje, keerde daar terug en ging werken als civiel ingenieur. Hij was, tot 1896, verantwoordelijk voor de gasvoorziening in die stad.
Na 1873 heeft Lemoine een groot aantal artikelen en enkele boeken over wiskundige onderwerpen (meest meetkunde) gepubliceerd. Hij was mede daardoor vaak laureaat van de Prix Francœur van de Académie des Sciences (in 1902 en nog negen keer daarna).
Samen met Charles-Ange Laisant (1841-1920), een studiegenoot op de militaire academie, stichtte hij een wiskundig tijdschrift getiteld L’Intermédiaire des Mathématiciens; het blad verscheen van 1894 tot 1925 in 14 afleveringen.
Hij was verder ook betrokken bij wetenschappelijke verenigingen als de Société Mathématique de France, l’Association française pour l’avancement des sciences en de Société de Physique en bij het tijdschrift Journal de Physique.
Émile Lemoine overleed op 71-jarige leeftijd in Parijs.

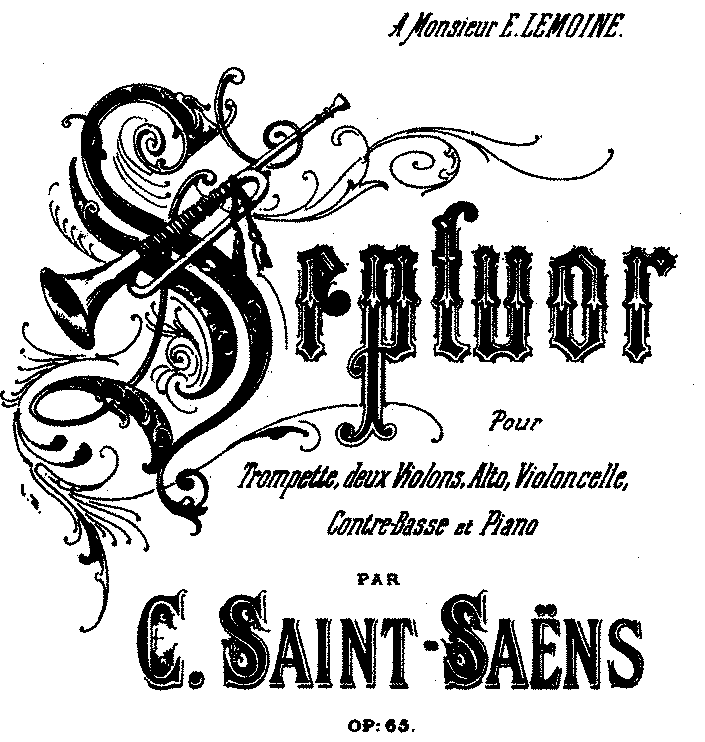
Camille Saint-Saëns: Partituur Opus 65 (voorblad, gedeeltelijk)

## Muziek
Lemoine had als amateur ook belangstelling voor muziek.
Tijdens zijn studietijd aan de École Polytechnique (in 1867) richtte hij een kamermuziekensemble op onder de naam La Trompette, waarvan ook Camille Saint-Saëns lid was (diens naam komt voor het eerst in 1875 voor in de programma's). Na lang aandringen van Lemoine schreef Saint-Saëns in december 1879 voor dat gezelschap zijn Opus 65 (Septuor), een septet voor trompet, piano en strijkers, dat in januari 1880 voor het eerst, door La Trompette, werd uitgevoerd.

## Boektitels e.d.
(niet volledig)
- 1873: Sur quelques propriétés d'un point remarquable du triangle
- 1873: (fr) Note sur un point remarquable du plan du triangle. Via: Numdam (PDF-bestand).
- 1874: Note sur les propriétés du centre des médianes antiparallèles dans un triangle
- 1884: (fr) Quelques propriétés des parallèles et des antiparallèles aux côtés d’un triangle. Via: Numdam (PDF-bestand).
- 1889: Sur la mesure de la simplicité dans les tracés géométriques
- 1891: Sur les transformations systématiques des formules relatives au triangle
- 1891: Étude sur une nouvelle transformation continue
- 1892: (fr) La Géométrographie ou l'art des constructions géométriques. Via: Internet Archive.
- 1893: (fr) Une règle d'analogies dans le triangle et la spécification de certaines analogies à une transformation dite transformation continue. Via: Numdam (PDF-bestand).
- 1894: Applications au tétraèdre de la transformation continue
- 1900: (fr) Suite de téorèmes et de résultats concernant la géométrie dus triangle. Via: website van Pierre Douillet (PDF-bestand).[10]